# Schloss Reimlingen

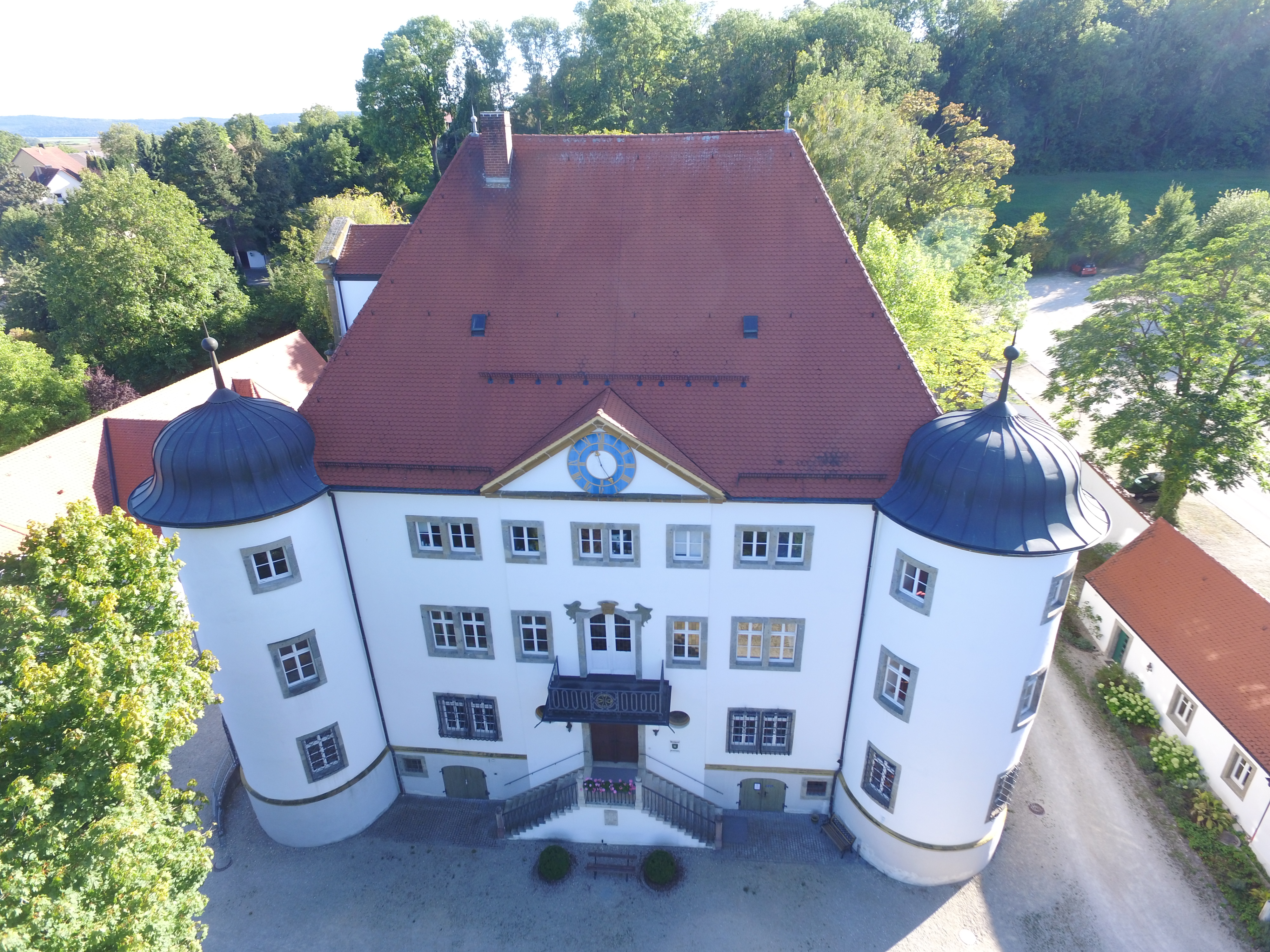
Schloss Reimlingen

Schloss Reimlingen ist ein ehemaliges befestigtes Herrenhaus der Deutschordensballei Franken in der Gemeinde Reimlingen im Landkreis Donau-Ries. Heute ist es im Besitz der Gemeinde Reimlingen und dient ihr als Rathaus. Das Baudenkmal gilt als schützenswertes Kulturgut gemäß der Haager Konvention zum Schutz von Kulturgut bei bewaffneten Konflikten.

## Geschichte
Bereits 1541 erteilte Kaiser Karl V. die Baugenehmigung für das Schloss. Letztlich wurde es jedoch erst 1593 bis 1595 unter dem Deutschordenkomtur Volprecht von Schwalbach als Sitz des Amtes Reimlingen-Nördlingen errichtet. Mit der Errichtung des "befestigten Herrenhauses" in Reimlingen vollzog sich eine Aufgabenteilung zwischen dem Deutschordenshaus in Nördlingen und Reimlingen: Während Reimlingen die Jurisdiktion übertragen wurde, war das Haus in Nördlingen für die Buchführung zuständig.
Im Jahre 1634 war das Schloss Sitz und Hauptquartier der kaiserlichen Truppen bei der Schlacht bei Nördlingen am Albuch. Auf dieses Ereignis weisen zwei große Holztafeln aus dem 17. Jahrhundert mit den Namen der wichtigsten Offiziere des kaiserlich-spanischen und bayerischen Heeres im Foyer des als Rathaus der Gemeinde genutzten Erdgeschosses hin.
In den Jahren 1733 bis 1736 veranlasste der Landkomtur Karl Heinrich Freiherr von Hornstein die Erhöhung des Schlossgebäudes um ein Stockwerk.
Nach der Säkularisation ging das Schloss an das Königreich Bayern über, von dem es Fürst Ludwig zu Oettingen-Wallerstein erwarb. Wegen seiner nicht standesgemäßen Ehe mit der bürgerlichen französischen Emigrantin Maria Crescenzia Bourgin musste er als Fürst abdanken und wohnte fortan im Reimlinger Schloss. 1858 – fünf Jahre nach dem Tod seiner Frau – verkaufte der Fürst es wieder.
1920 richteten die Marianhiller Missionare im Schloss ein Priesterseminar ein. Im ersten Obergeschoss wurde eine neubarocke Kapelle eingerichtet. Die neubarocken Fresken und Stuckarbeiten an der Decke sind nach wie vor erhalten. Im zweiten Obergeschoss richteten die Marianhiller einen großen Schlafsaal ein.
Das Bistum Augsburg erwarb das Schloss von den Marianhillern im Jahr 1985, legten die Mauern trocken und erneuerten das Dach. Im Jahr 1997 entschloss sich die Gemeinde Reimlingen zum Kauf des Gebäudekomplexes, um im Erdgeschoss des Hauptgebäudes die Gemeindeverwaltung unterzubringen. Der Förderverein Schloß Reimlingen e. V. hat in Eigenleistung große Teile des Schlossareals renoviert und ihrer heutigen Nutzung zugeführt.

## Einzelgebäude und heutige Nutzung

### Hauptgebäude
Das Schloss wurde 1593/95 als zweistöckiges Gebäude mit zwei flankierenden Rundtürmen und einem Treppenturm auf der Südseite errichtet und 1733/36 aufgestockt. Den klassizistischen Frontspitz auf der Nordseite ziert eine Uhr mit zwei kleinen Schlagglocken. Das alte Uhrwerk ist nicht mehr in Betrieb, aber weiterhin erhalten. Uhr und Glockenschlag werden nun von einem digitalen Uhrwerk gesteuert.
Das Erdgeschoss fungiert heute als Gemeindeverwaltung mit Büros für Bürgermeister und Sekretariat, einem Sitzungssaal und Trauungszimmer. Aus dem 18. Jahrhundert sind noch die schmiedeeisernen Fenstergitter, Türen, ein reich verzierter Waschtisch sowie ein Kachelofen erhalten.
Im ersten Obergeschoss ist die sogenannte Kulturetage untergebracht. Sie besteht aus einem Foyer, einem Saal, einer Küche und zwei kleinen Sälen sowie Toilettenanlagen. Der große Saal mit Zugang zum Balkon über dem Haupteingang diente den Marianhiller Missionaren als Kapelle. Die Decke ist dementsprechend mit neubarocken Fresken und Stuckaturen ausgearbeitet. Die Kulturetage kann für private Veranstaltungen angemietet werden.
Das zweite Obergeschoss bietet neben dem gemeindlichen Archiv Platz für ein Fotostudio und eine Privatwohnung.
Das Schloss ist teilweise unterkellert. Zu beiden Seiten des Haupteingangs befinden sich zwei Tore, die zu den Gewölbekellern führen. Beide Gewölbekeller sind durch einen kleinen Gang an der Nordseite des Gebäudes verbunden, das Foyer selbst ist nicht unterkellert. Im westlichen Gewölbekeller ist der sogenannte Weinkeller untergebracht, in dem der Förderverein Schloß Reimlingen e. V. regelmäßig "Weinkeller-Abende" veranstaltet. Dieser urig eingerichtete Gewölbekeller wird auch für private Veranstaltungen vermietet.

### Ökonomiegebäude
Das zweigeschossige ehemalige Ökonomiegebäude mit einseitig abgewalmtem Satteldach stammt aus dem 18. Jahrhundert und beherbergt heute ein Jugendtagungshaus des Kreisjugendrings Donau-Ries für 40 Personen. Der Verbindungsbau zum Schloss ist modern.

### Marstall
Im ehemaligen Marstall, der auch aus dem 18. Jahrhundert stammt, befinden sich heute Toilettenanlagen für die Schlosshütten sowie ein für kleinere Veranstaltungen nutzbarer Raum.

### Alte Wache, Kavaliershäuschen und Schlossbefestigung
Die sogenannte Alte Wache besteht aus einem Kavaliershäuschen mit Mansardwalmdach, an das ein Erweiterungsbau mit Satteldach anschließt. Dieser Bau setzte sich ursprünglich noch einige Meter nach Süden fort, dieser Gebäudeteil wurde aber nach gravierenden Sturmschäden abgerissen. Zwei weitere Kavaliershäuschen mit Mansardwalmdach befinden sich nördlich der beiden Schlosstore. Sie stammen wie die Schlossbefestigung aus den Jahren 1745/48. Im östlichen Kavaliershäuschen ist das Vereinsheim des Soldaten- und Kameradschaftsvereins Reimlingen untergebracht. Das westliche Kavaliershäuschen wird als Single-Wohnung genutzt.
Das äußere Schlosstor im Osten wurde erst im 19. Jahrhundert errichtet. Das zweiflüglige Holztor stammt aus dem 18. Jahrhundert und befand sich ursprünglich am inneren Tor. Die kunstvoll geschnitzten, barocken Türfüllungen befinden sich heute in der Kulturetage.

### Hütten
Die Schlosshütten sind für private Feier in den Sommermonaten eingerichtet. Dort finden vor allem Vereinsfeste und Hochzeiten statt.

## Park
Der Schlosspark wurde, wie auch das oberhalb des Schlosses gelegene Reimlinger Wäldchen, im 19. Jahrhundert von Fürst Ludwig von Oettingen-Wallerstein angelegt.

## Galerie

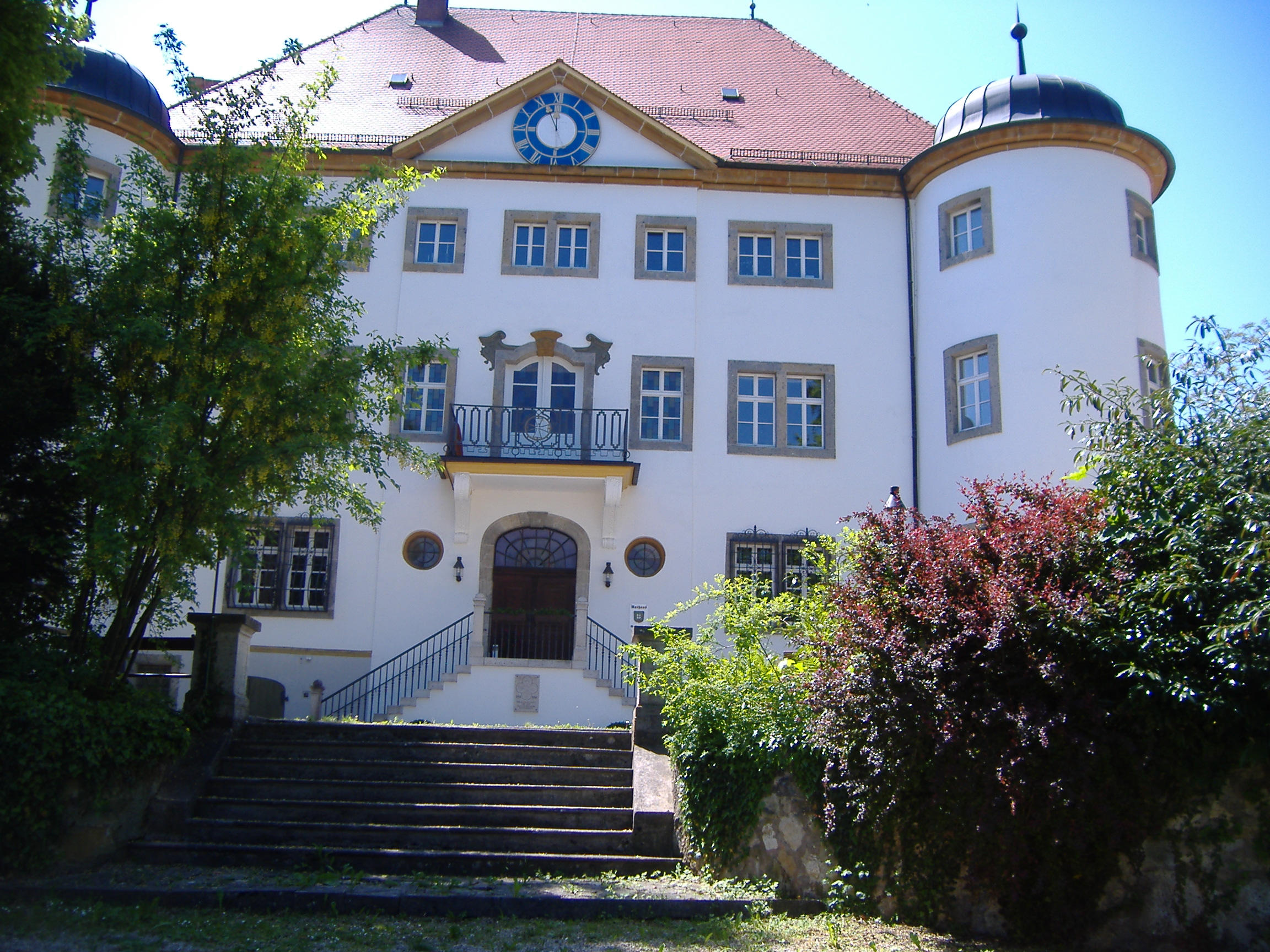
Schloss vom Park aus
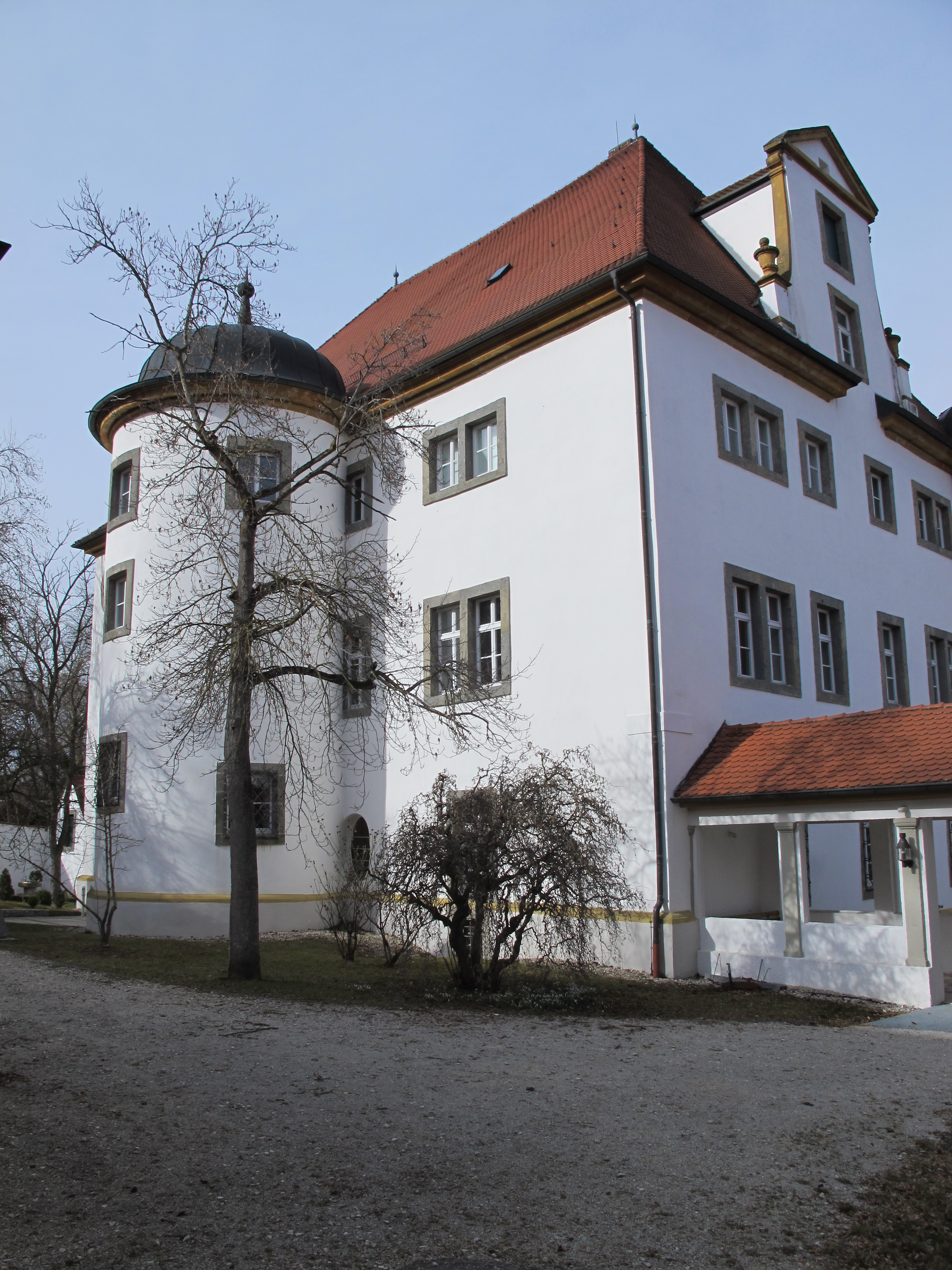
Schloss mit Treppenturm von Süden
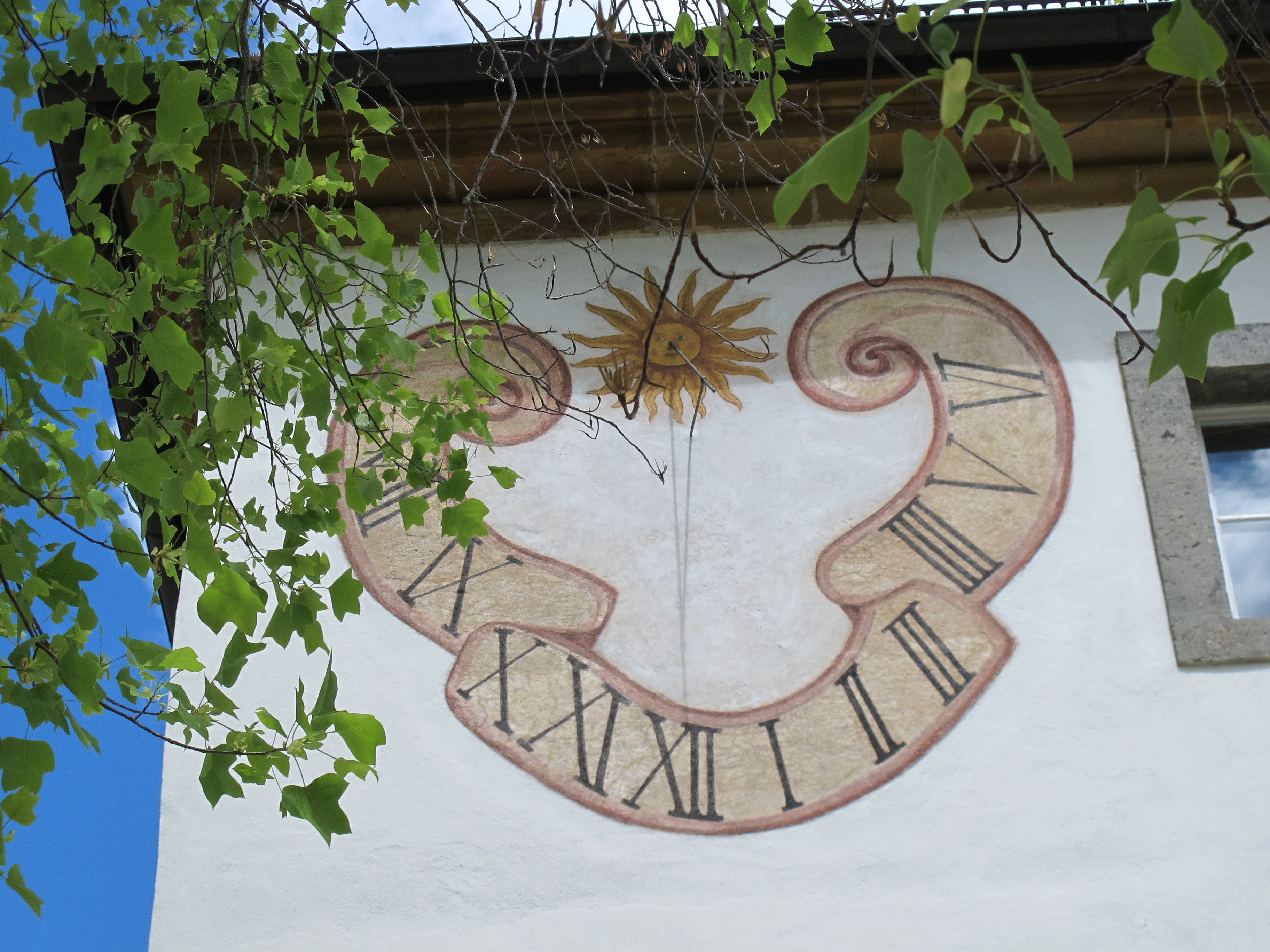
Sonnenuhr am Schloss
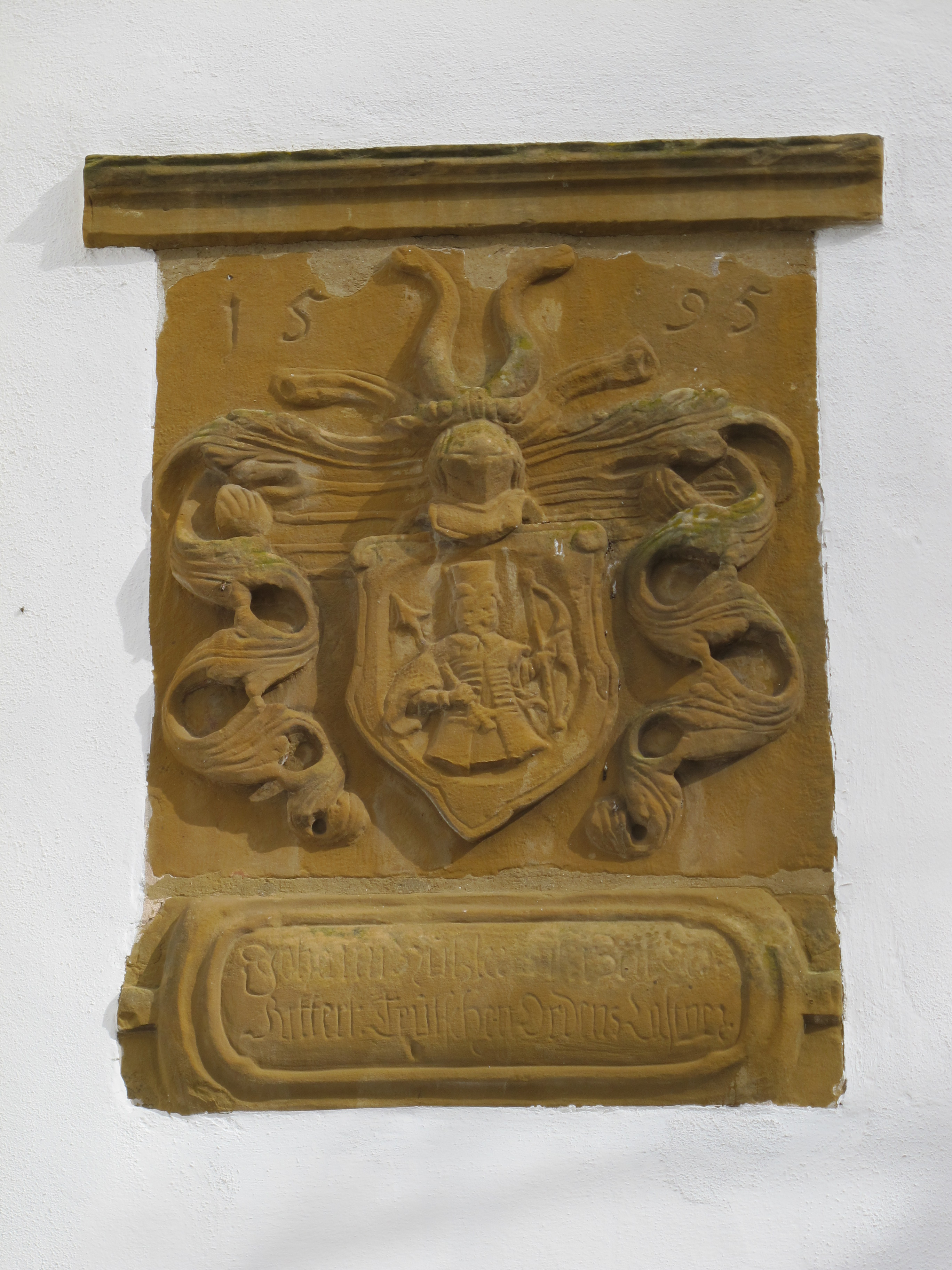
Wappen am Treppenturm
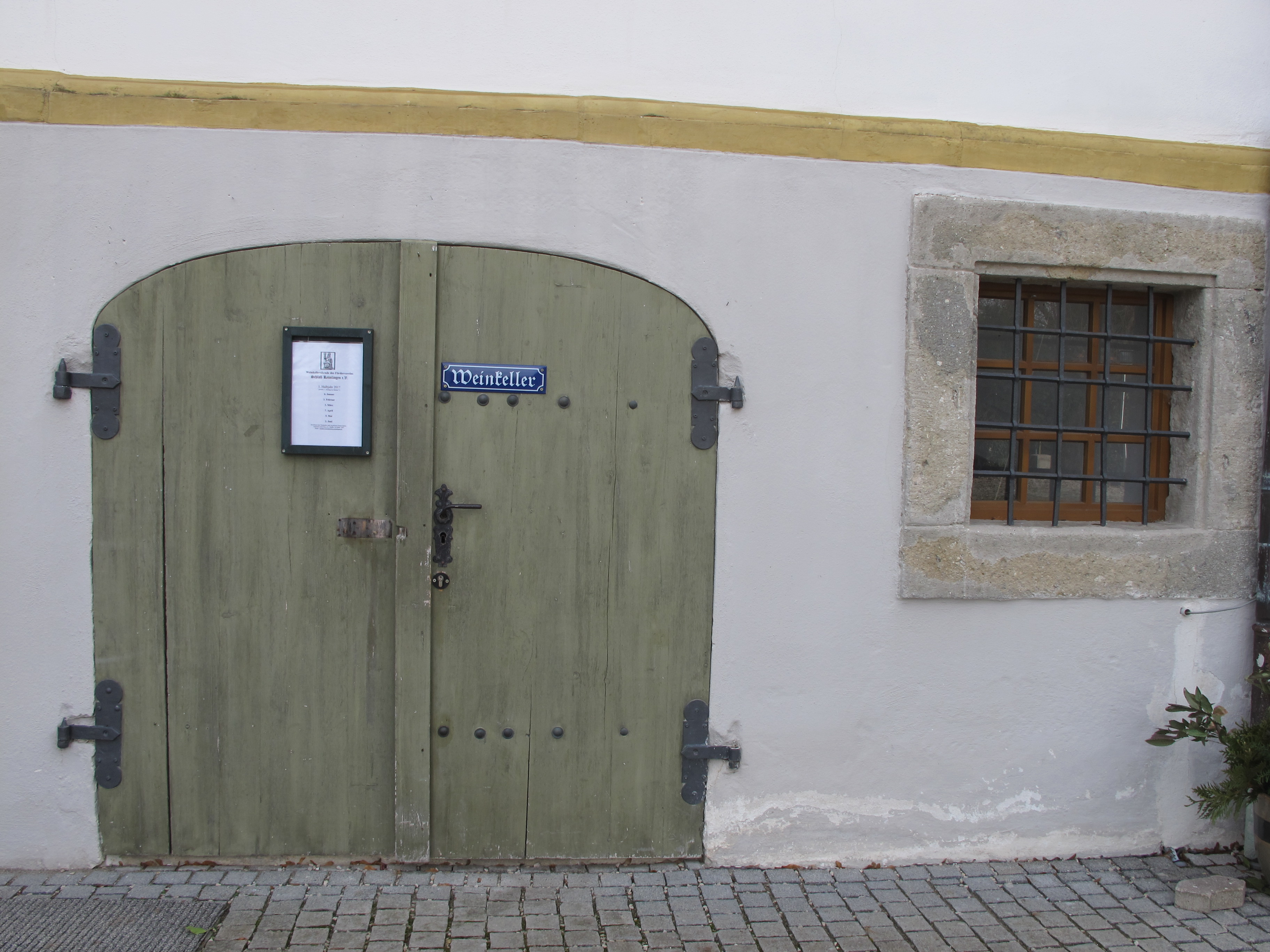
Eingang zum Weinkeller
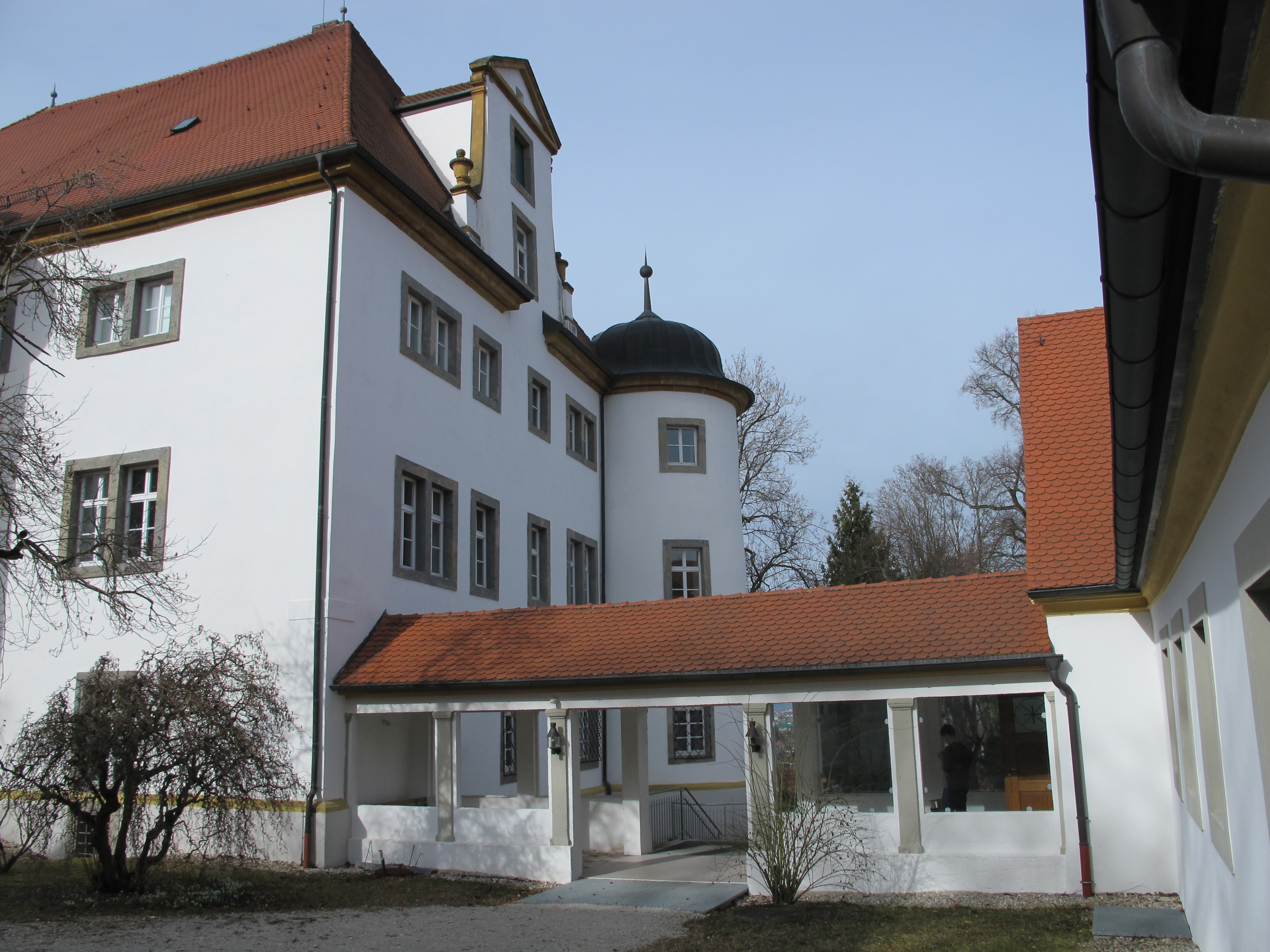
Moderner Verbindungsbau zwischen Schloss und Ökonomiegebäude
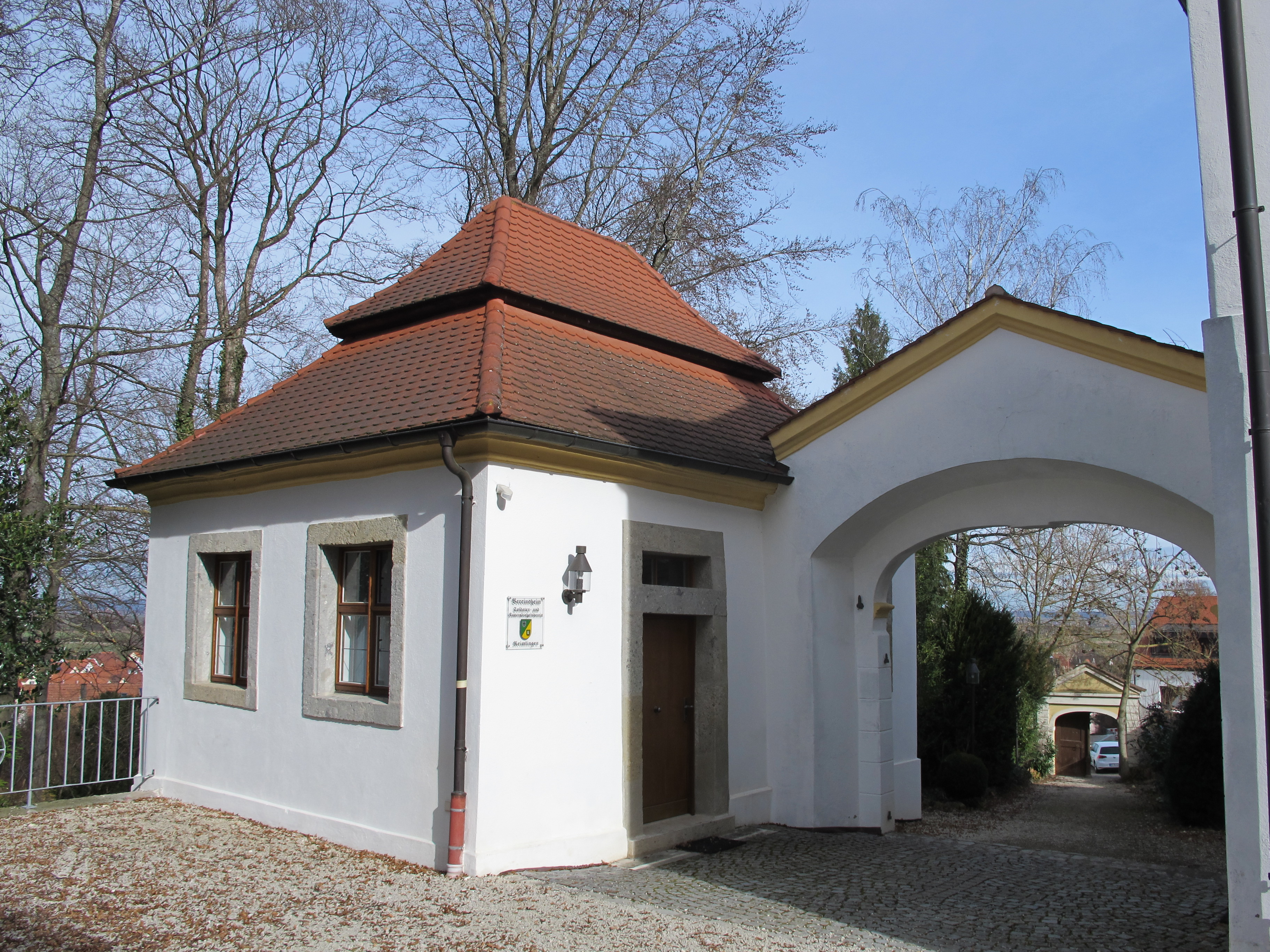
Östliches Kavaliershäuschen
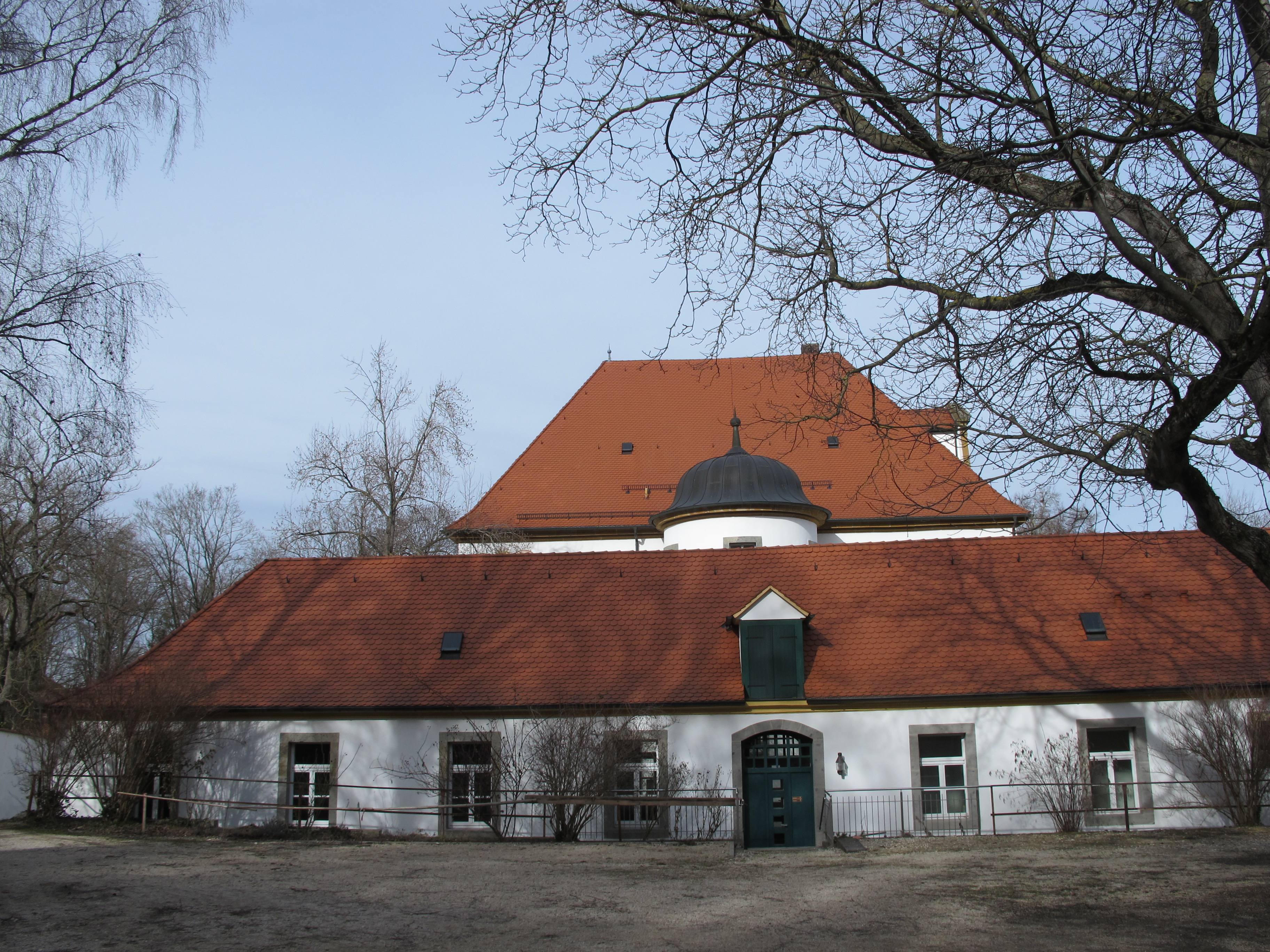
Marstall von Süden
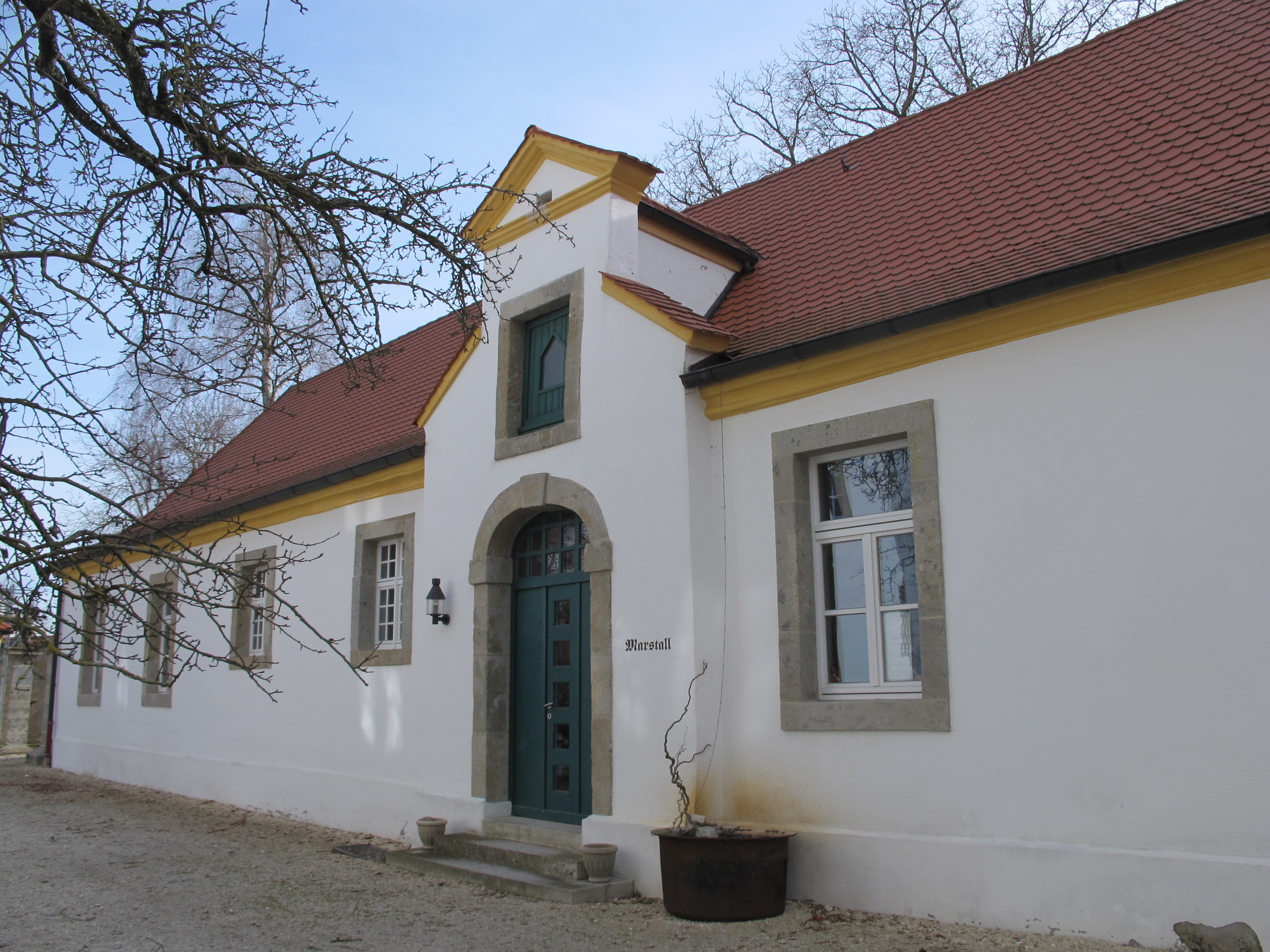
Marstall von Norden
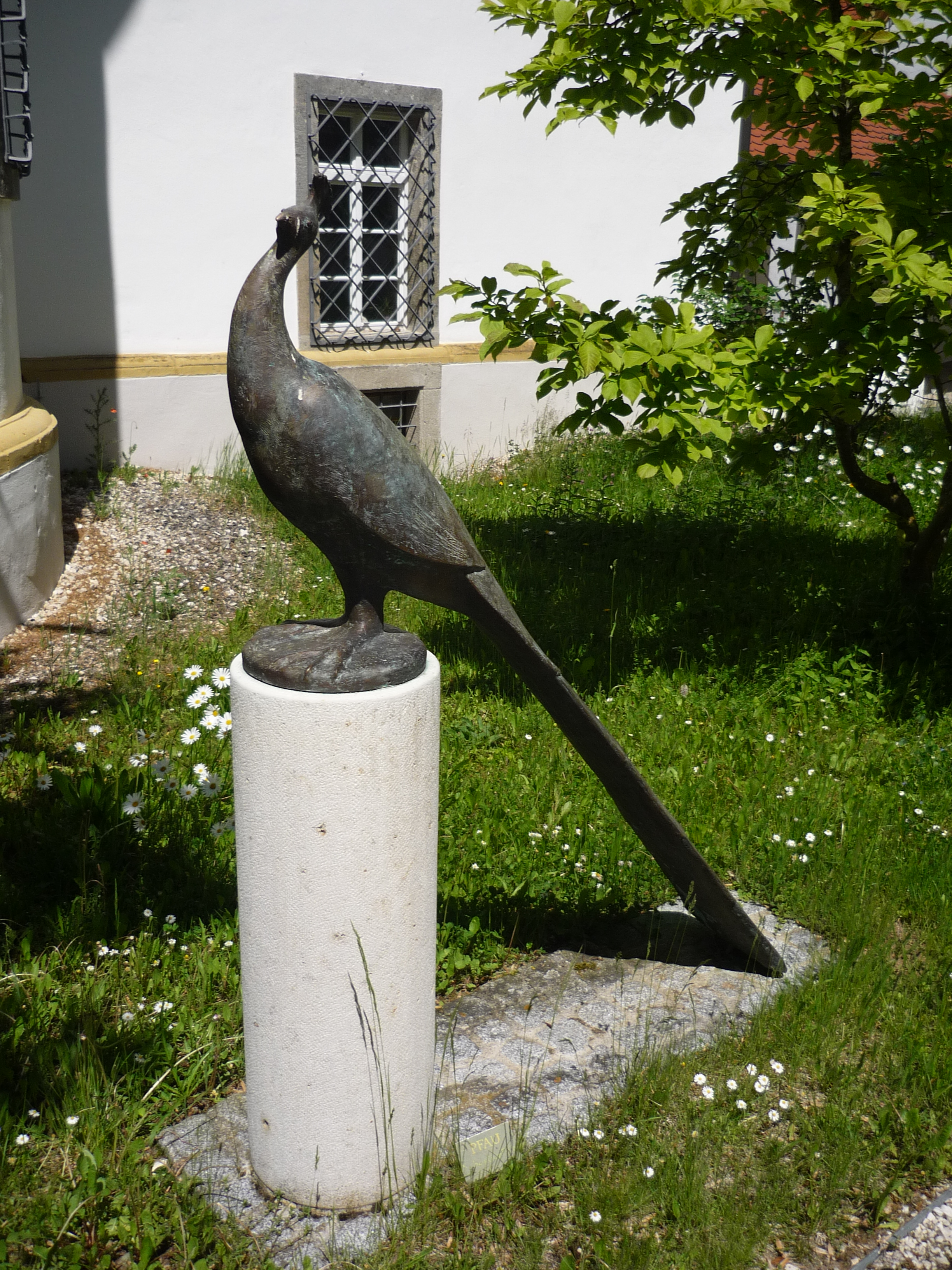
Bronzeplastik von Sebastian Fink vor dem Treppenturm
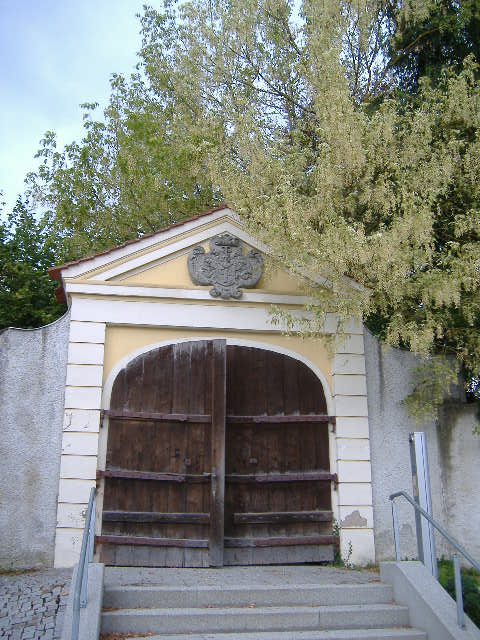
Äußeres Schlosstor im Osten
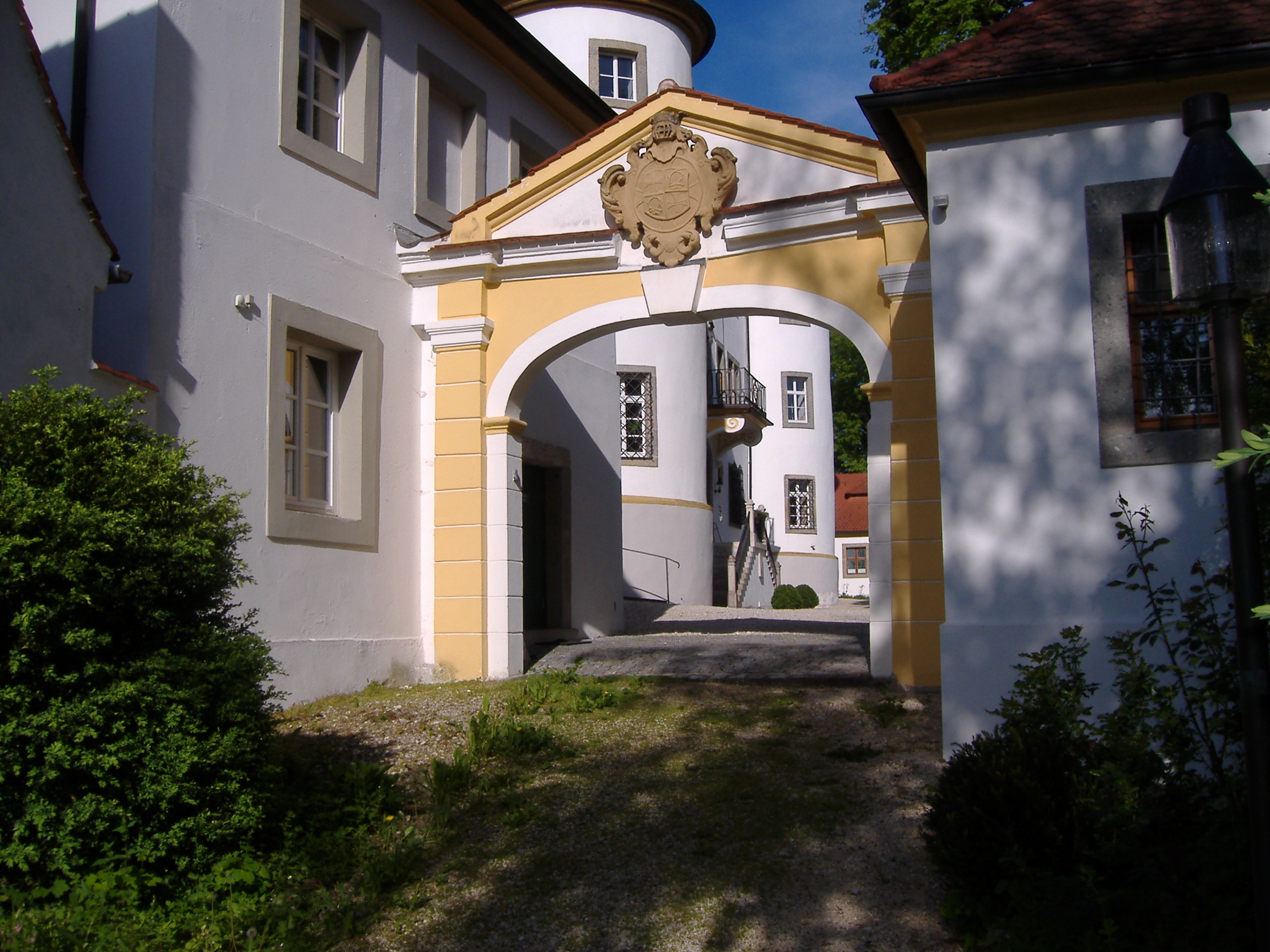
Inneres Schlosstor im Osten
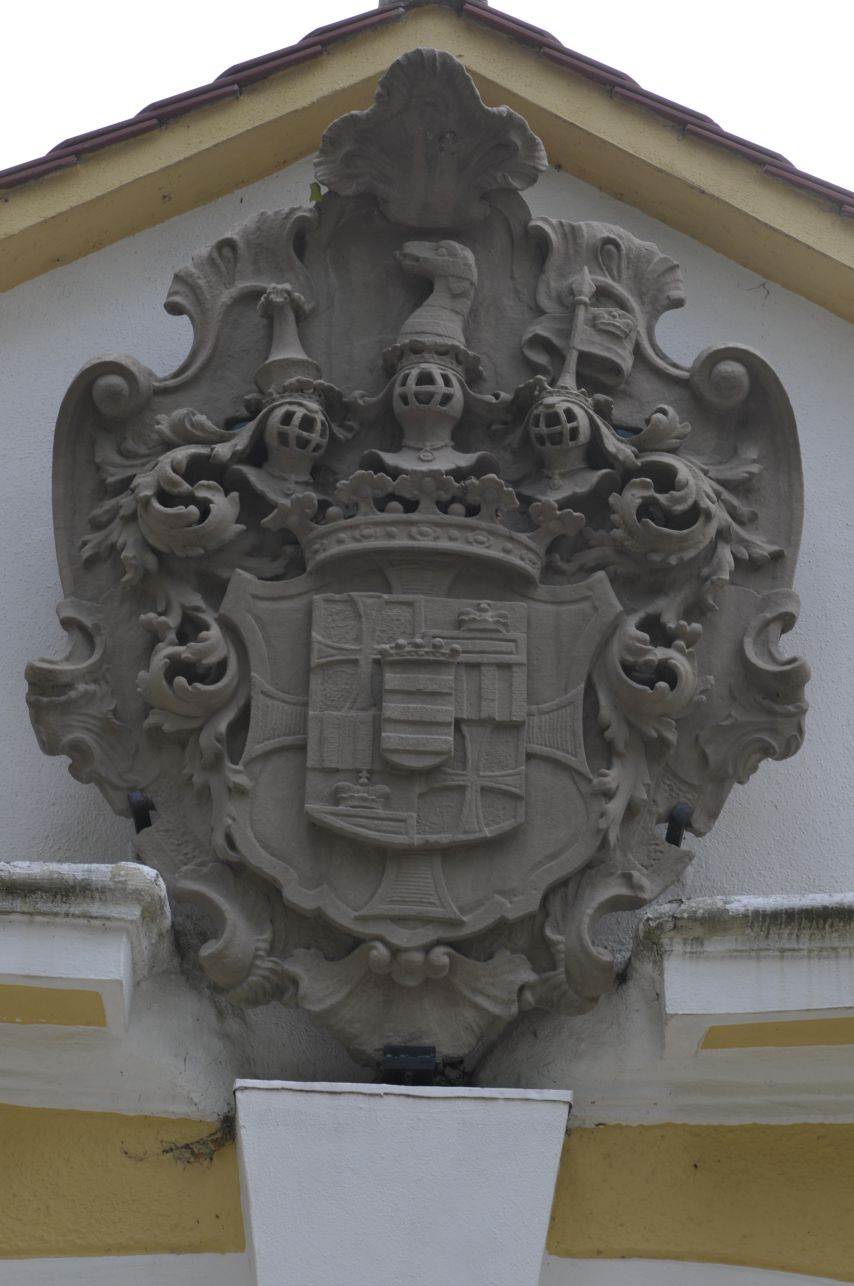
Wappen am westlichen Schlosstor
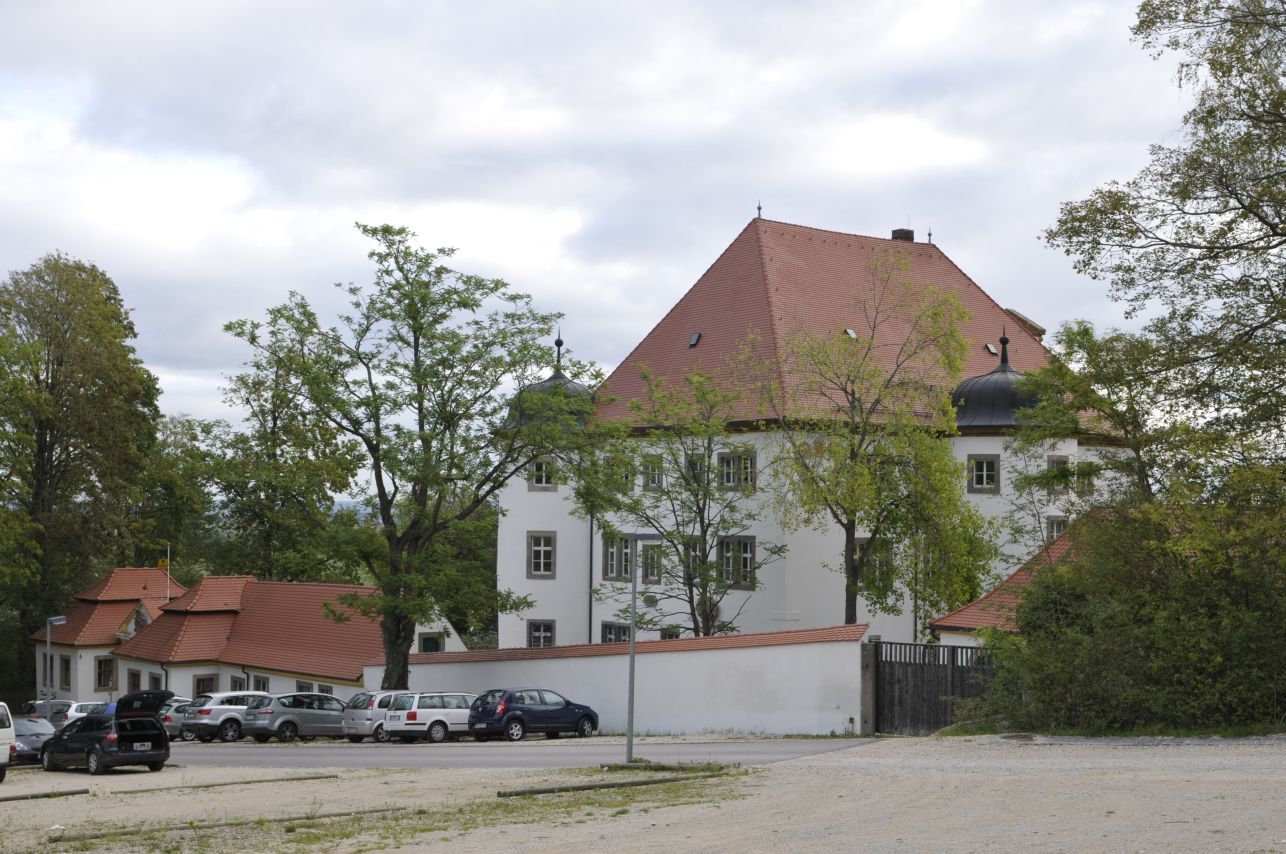
Schloss von Westen
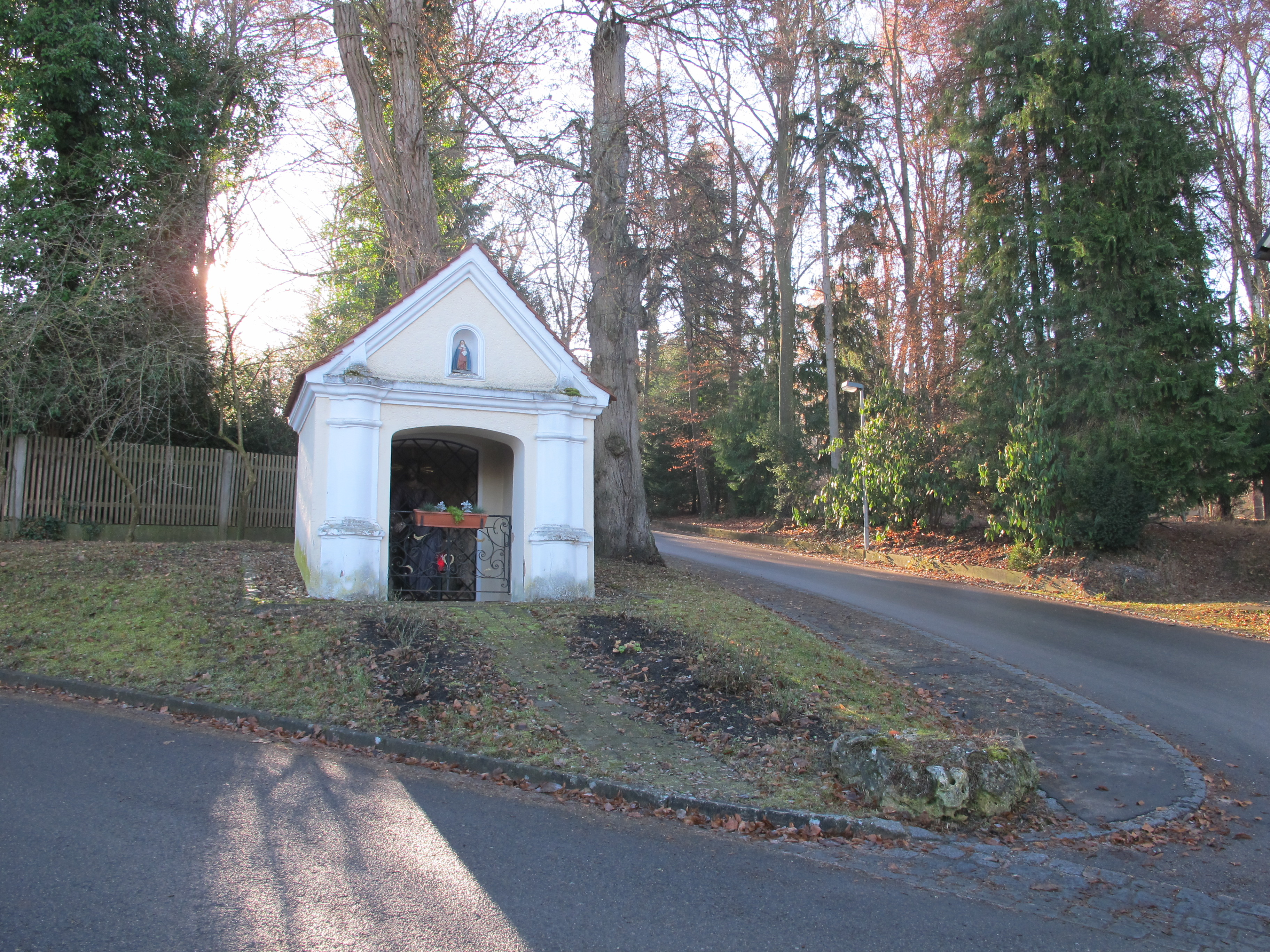
Kerkerle
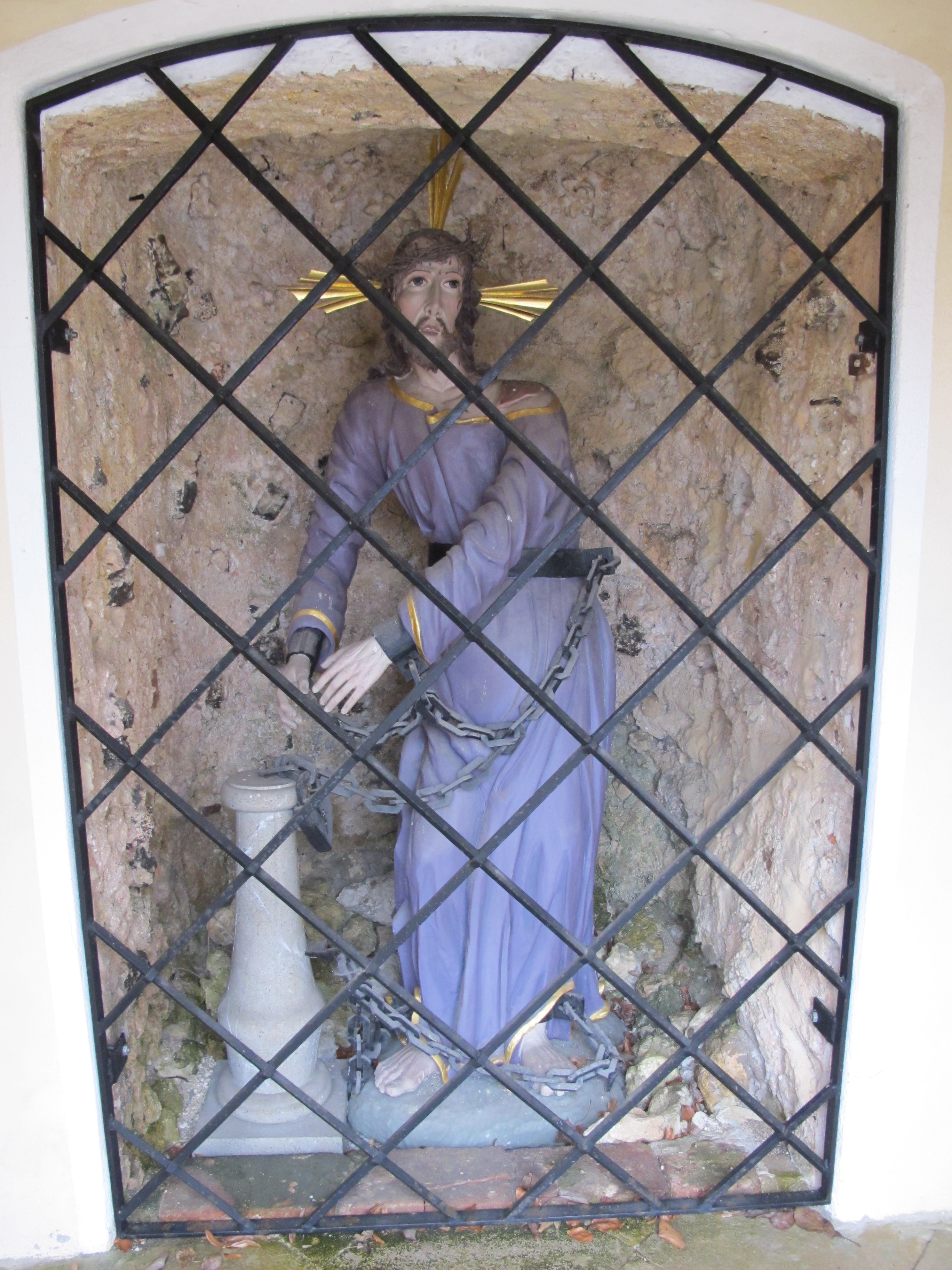
Kerkerle, gegeißelter Heiland
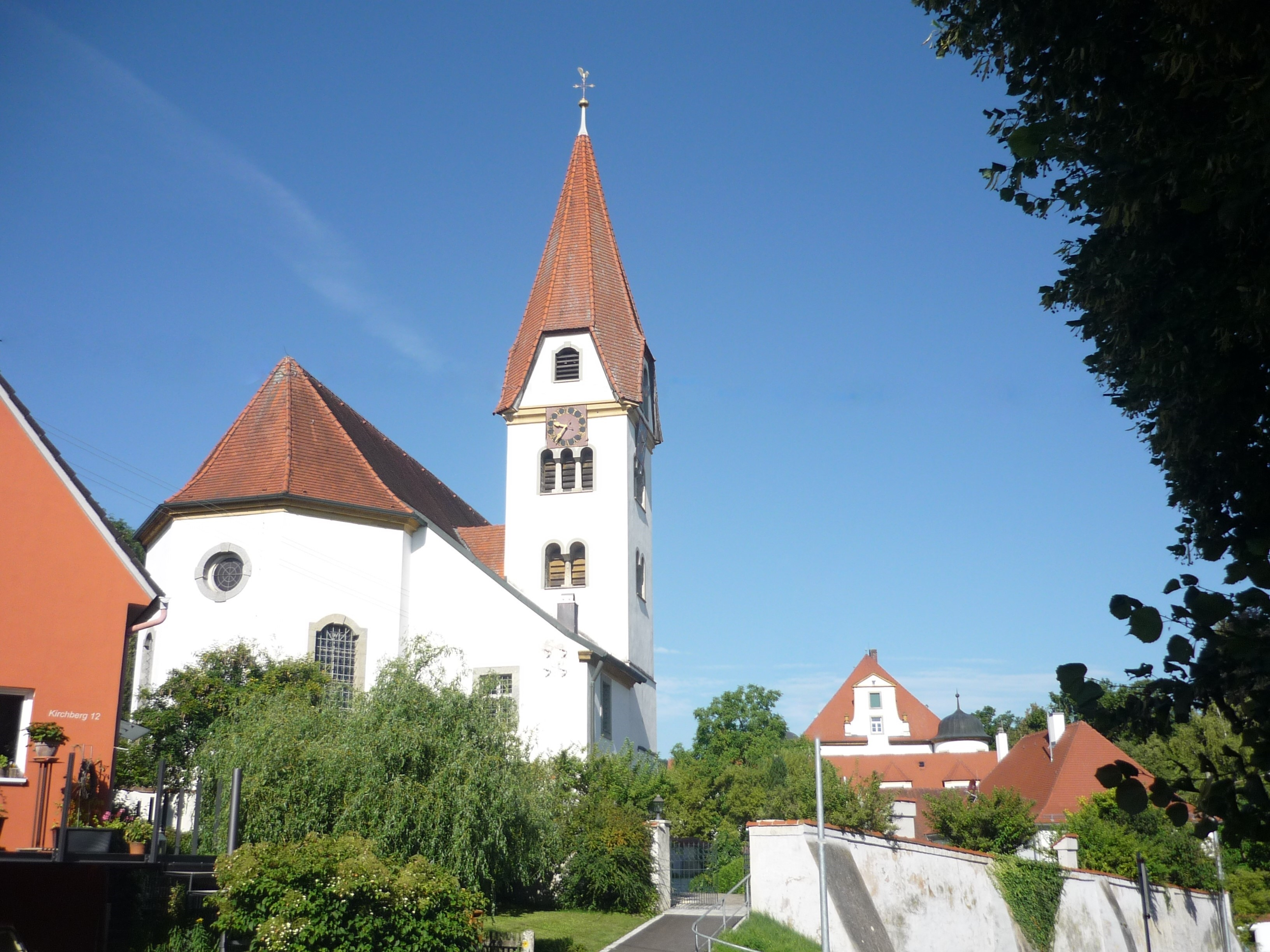
Reimlinger Pfarrkirche St. Georg, im Hintergrund Schloss
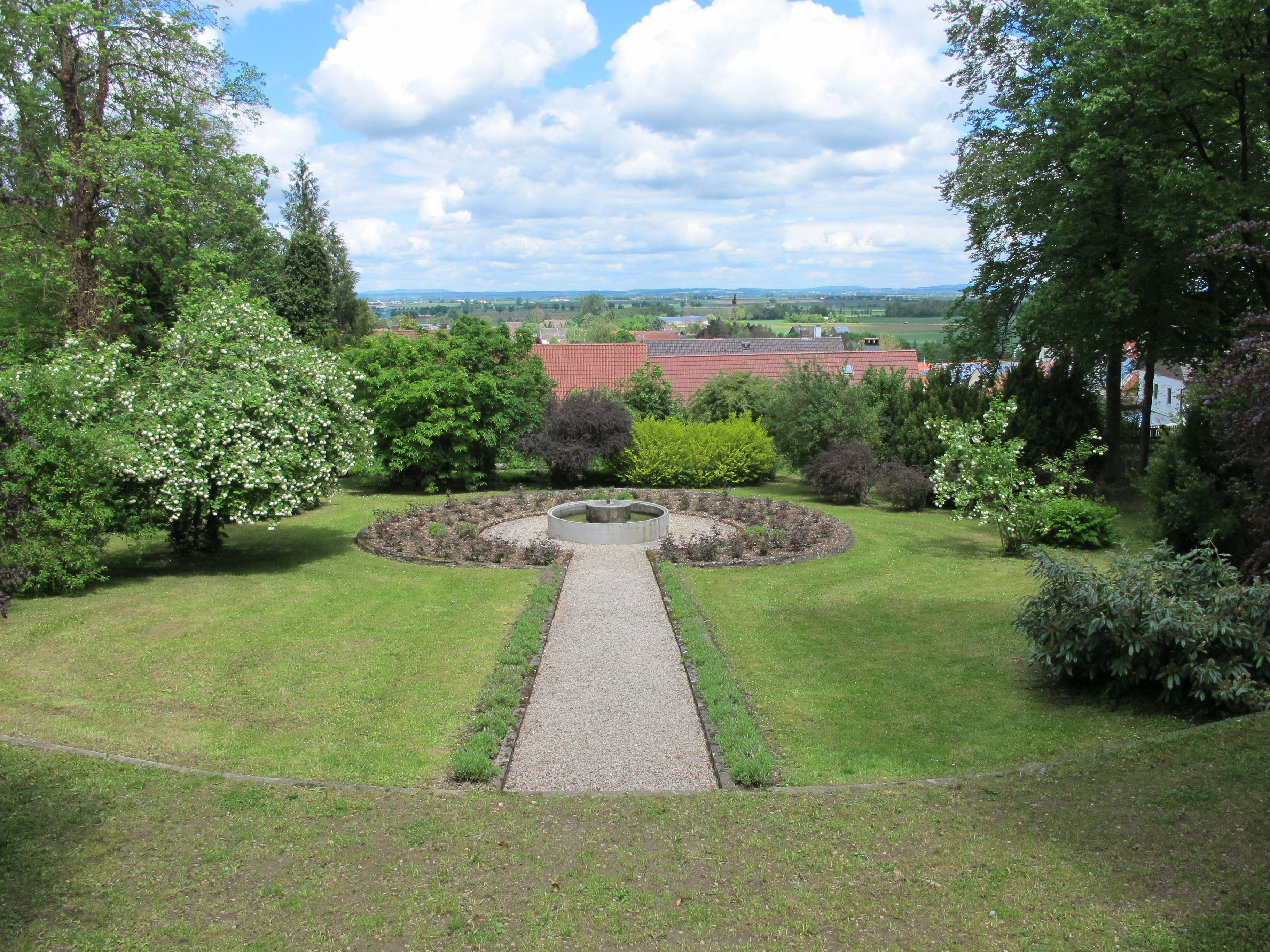
Schlosspark

## Liste ehemaliger Schlossbesitzer
| Zeitraum      | Besitzer                                   | Kaufpreis  | Grundbesitz | Bemerkungen |
| ------------- | ------------------------------------------ | ---------- | ----------- | --- |
| bis 1806      | Deutscher Orden                            |            |             | Erbauung des Schlosses durch den Deutschen Orden 1593/95, 1733/36 Aufstockung und 1745/48 Einfriedung |
| 1806–1807     | Königreich Bayern                          | -          |             | Wird Besitzer durch Säkularisation des Deutschen Ordens |
| 1807–1824     | Franz-Josef Abendantz                      | 4.137 fl   |             | Weinhändler und fürstlich Oettingisch-Wallersteinischer Hofrat |
| 1824–1833     | Ludwig Fürst zu Oettingen-Wallerstein      | 5.000 fl   |             | Heiratete 1823 die Bürgerin Maria Crescenzia Bourgin und muss deshalb als Fürst abtreten und verlor seine Ämter im Königreich Bayern. Er kauft das Schloss als seinen neuen Sitz. |
| 1833–1853     | Crescenzia Bourgin                         | -          | 68,53 Tgw.  | Fürst Ludwig überschreibt 1833 seinen gesamten Schlossbesitz an seine Frau Crescenzia Bourgin. |
| 1853–1858     | Ludwig Fürst zu Oettingen-Wallerstein      | -          | 103,82 Tgw. | Nachdem seine Frau im Jahr 1853 gestorben war (sie wurde in Reimlingen begraben) heiratete er erneut. 1855 erwirbt er zum Schloss das sogenannte Herrgottskerkerle oder kurz Kerkerle, eine Kapelle mit der Darstellung des gegeißelten Heilands an der Kreuzung Kirchberg/Schloßstraße. Er verkauft das Schloss 1858. |
| 1858          | Franz Werner                               | 52.000 fl  | 106,73 Tgw. | aus Mainz, erwirbt Schloss samt Hirschwirtschaft Hsr. 40 |
| 1858–1860     | Karl Peter Brand                           | 68.000 fl  | 106,73 Tgw. | aus Hanau |
| 1860–1864     | Dietrich                                   | 48.000 fl  | 106,73 Tgw. | Rechtskonsulent |
| 1864–1874     | Gustav Wilhelm Beck                        | 60.000 fl  | 107,82 Tgw. | Verlagsbuchhändler aus München |
| 1874–1876     | Freiherr Friedrich Künsberg                | 50.000 fl  | 58,24 Tgw.  | Der Freiherr aus Fronberg stirbt 1876 durch einen Selbstschuss in die Brust im zum Schloss gehörenden Reimlinger Wäldchen. |
| 1876–1896     | Elisabeth Künsberg                         | 65.000 fl  |             | Die Gemahlin des Freiherrn übernimmt das Schloss von den Erben und heiratet in Modena Albert Guido Gregor Graf von Bonassi. |
| 1896–1897     | Albert Seybold                             | 65.000 Mk  | 53,19 Tgw.  | aus München |
| 1897–1914 (†) | Oberst Maximilian von Lutz                 | 125.000 Mk | 156,17 Tgw. | Mitsamt Brauereianwesen Hsr. 34, 1907 bankrott, blieb aber Schlossbesitzer |
| 1914–1916     | Joseph Lutz und Georg Walser               | 218.500 Mk | 155,67 Tgw  | Mitsamt den Anwesen Hsr. 33, 34, 35, 36 und 128 |
| 1916–1917     | Herrmann Böckh                             | 161.000 Mk | 111,76 Tgw. | Der Münchner Buchhändler erwirbt das Schloss mitsamt den Anwesen Hsr. 35 und 36. |
| 1917–1920     | Wilhelm Gottlieb Thomä und Erich Thomä     | 225.000 Mk | 111,76 Tgw. | Vater und Sohn aus Stuttgart erwerben das Schloss mitsamt den Anwesen Hsr. 35 und 36. |
| 1920–1985     | Kongregation der Missionare von Marianhill | 350.000 Mk | 131,76 Tgw. | Mitsamt den Anwesen Hsr. 35 und 36 |
| 1985–1986     | Diözese Augsburg                           |            | ca. 3 Tgw.  | Die Diözese erwirbt das Schloss ohne weitere Anwesen und ohne zusätzlichen Grundbesitz. |
| Seit 1997     | Gemeinde Reimlingen                        |            | ca. 3 Tgw.  | Die Gemeinde Reimlingen erwirbt das Schloss und richtet im Erdgeschoss ihre Gemeindeverwaltung ein. Unter der Regie des Fördervereins Schloß Reimlingen e. V. werden weite Teile der Gebäude im Schlossareal renoviert und einer neuen Nutzung zugeführt.                                                              |